# Hadži-Sejdeli
Hadži-Sejdeli (makedonsky: Хаџи-Сејдели) je vesnice v Severní Makedonii. Nachází se v opštině Štip ve Východním regionu. V současnosti je vesnice vysídlená.

## Geografie
Vesnice leží na úpatí pohoří Serta, na levém břehu řeky Kriva Lakavica. Leží jihozápadně od města Štip a její rozloha je 9 km2.

## Historie
Na konci 19. století byla vesnice součástí Osmanské říše a žilo v ní 50 Turků.
Během 20. století byla vesnice součástí Jugoslávie, konkrétně Socialistické republiky Makedonie.

## Demografie
Před druhu světovou válkou byl ve vesnici zaznamenán vysoký pokles počtu obyvatel. V roce 1948 zde žilo pouze 10 obyvatel, v 50. letech se jejich počet snížil na 8. V průběhu 50. let bylo z Makedonie stěhováno turecké obyvatelstvo a ve vesnici se místo nich usadili 4 Albánci. Od 70. let ve vesnici nežije nikdo.
| Rok          | 1900 | 1948 | 1953 | 1961 | 1971 |
| ------------ | ---- | ---- | ---- | ---- | ---- |
| Obyvatelstvo | 50   | 10   | 8    | 8    | 0    |